# Stary Młyn (Kolonia Ostrowicka)
Stary Młyn – osada wsi Kolonia Ostrowicka w Polsce, położona w województwie pomorskim, w powiecie tczewskim, w gminie Gniew, w sąsiedztwie 91. Wchodzi w skład sołectwa Kolonia Ostrowicka.
W latach 1975–1998 osada administracyjnie należała do województwa gdańskiego.